# Municipio de Vansbro
Vansbro (en sueco: Vansbro kommun) es un municipio de la provincia de Dalarna, Suecia. Su capital es Vansbro. Tiene una población, a marzo de 2021, de 6797 habitantes.
El municipio actual se creó en 1971 cuando los municipios rurales de Järna, Nås y Äppelbo se fusionaron.

## Localidades
Desde el año 2018 hay cinco áreas urbanas (tätort) en el municipio, con la siguiente población a fines de 2020:
| # | Tätort  | Población |
| - | ------- | --------- |
| 1 | Vansbro | 2113      |
| 2 | Järna   | 1624      |
| 3 | Äppelbo | 487       |
| 4 | Nås     | 347       |
| 5 | Skålö   | 297       |

## Demografía

### Desarrollo poblacional
| Gráfica de evolución demográfica de Vansbro entre 1970 y 2015 |
|                                                               |
| Fuente: SCB                                                   |

## Ciudades hermanas
Vansbro esta hermanado o tiene tratado de cooperación con:
- Velké Meziříčí, República Checa